# Бор (Урдомское городское поселение)
Бор — деревня в Ленском районе Архангельской области. Входит в состав Урдомско́го городского поселения.

## География
Находится в юго-восточной части Архангельской области на расстоянии приблизительно 19 км на север по прямой от административного центра поселения поселка Урдома́, на левобережье Вычегды.

## История
В 1859 году здесь (деревня Яренского уезда Вологодской губернии) было учтено 20 дворов.

## Население
Численность населения: 86 человек (1859 год), 184 (русские 99 %) в 2002 году, 156 в 2010.